# San Gavino Monreale
San Gavino Monreale là một đô thị ở tỉnh Sud Sardegna trong vùng Sardegna của Ý, cách khoảng 45 km về phía tây bắc của Cagliari và khoảng 9 km về phía tây của Sanluri.
San Gavino Monreale giáp các đô thị: Gonnosfanadiga, Pabillonis, Sanluri, Sardara, Villacidro. Ở đô thị này có một tòa lâu đài.